# Yosemite (wodospad)
Yosemite (ang. Yosemite Falls) – kaskada położona na rzece Yosemite, w USA, w stanie Kalifornia, w górach Sierra Nevada, znajdująca się na terenie Parku Narodowego Yosemite, w hrabstwie Mariposa. Kaskada liczy 740 metrów wysokości. Składa się z trzech wodospadów – górnego, środkowego i dolnego. Yosemite górny ma wysokość 436 metrów, Yosemite środkowy – 206 metrów, a Yosemite dolny 98 metrów. Posiada zmienny przepływ, najwięcej wody płynie w maju i czerwcu. Wodospad leży na wysokości 2080 m n.p.m.